# 数 (文法)

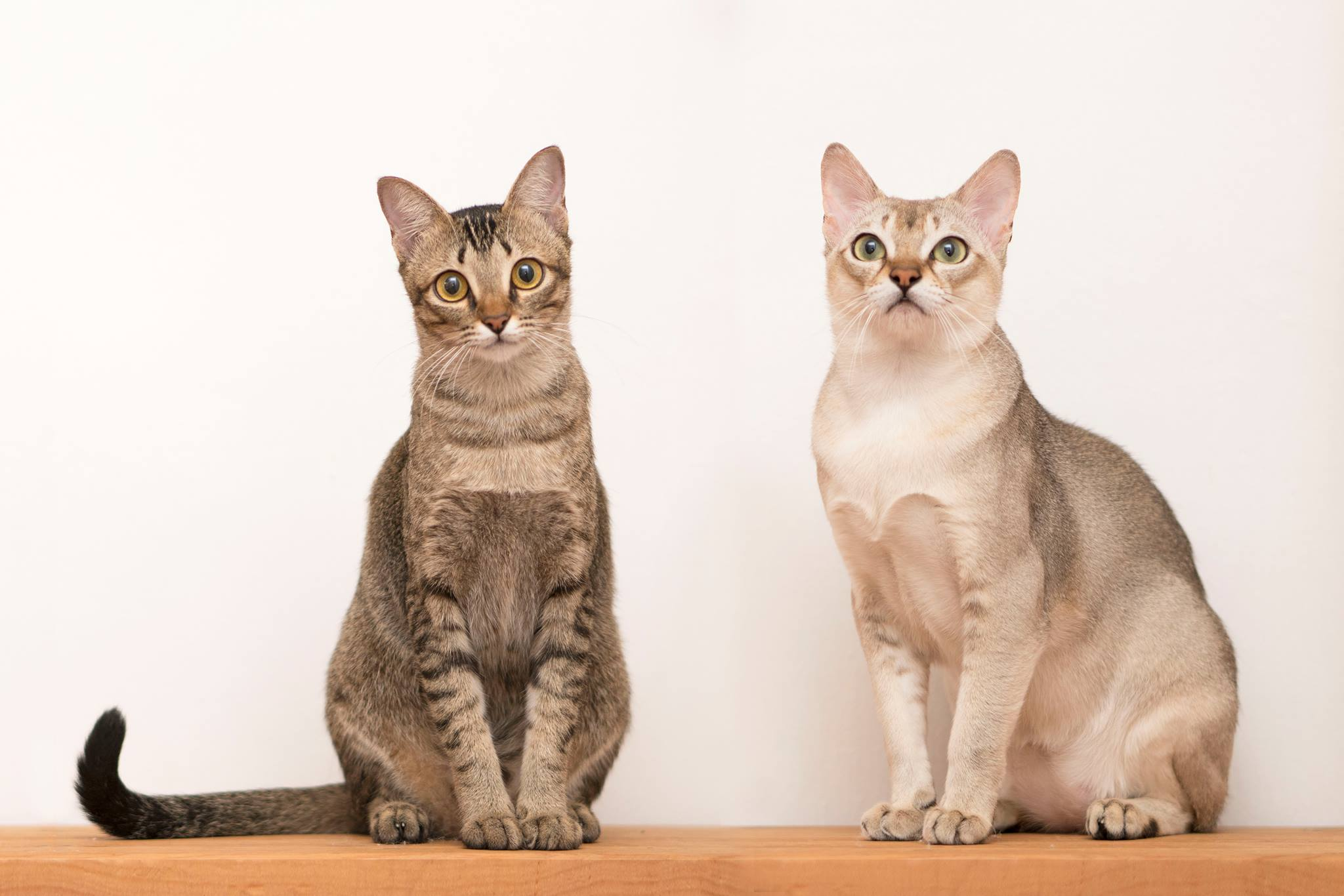
英語:two cats
日本語:2匹の猫

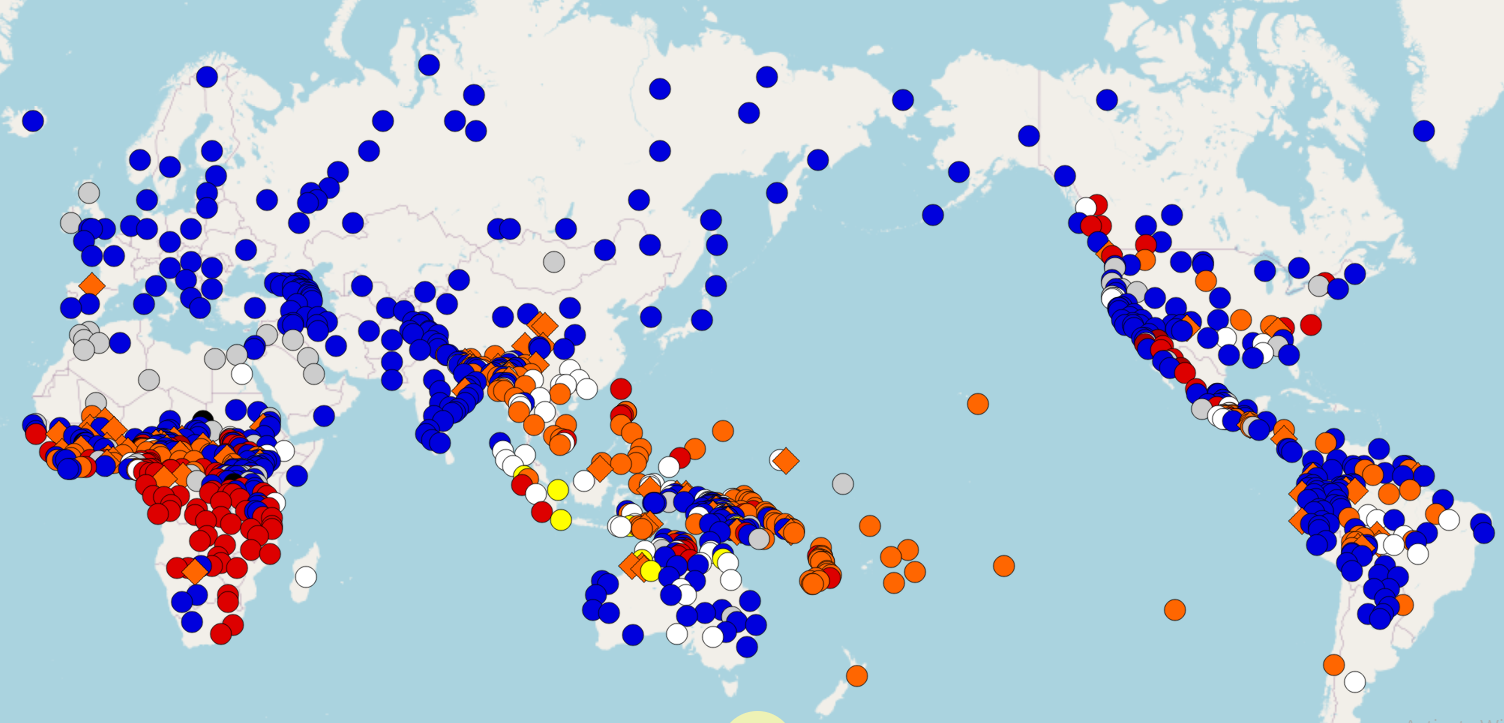
語形変化の分類
接頭辞
接尾辞
語幹の変化
Plural tone
Plural complete reduplication
Mixed morphological plural
Plural word (circle)
Plural clitic (square)
変化なし

言語学における数（すう）とは、語を語形変化させる文法範疇の一つ。数の区別のある多くの言語では単数と複数の2種類があり、指示対象の数量が1であるものを単数、それを超えるものを複数と呼ぶ。
言語によっては、単数・複数以外に、2をあらわすのに特別な形式をもつものがあり、双数（あるいは両数）と呼ばれる。双数は主に、目・耳・腕・足など、1対になっているものや代名詞に用いる。双数を有する言語の例として、アラビア語、スロベニア語、ソルブ語、ハワイ語などが挙げられる。
少数の言語では3つのものを表す三数がある（たとえばバヌアツのアネイチュム語）。
抽象名詞や物質を表す名詞の多くは不可算名詞であり、原則として単数として扱われる。逆に集合名詞（英語 people「人々」、cattle「牛」など）は常に複数として扱われる。英語clothes「衣服」、series「系列」、species「種」のような複数専用名詞も存在する。
0（ゼロ、零）については、英語やスペイン語などでは複数形を用い、それぞれ 0 hours, 0 horas（0時間）のように言う。英語noneについては可算名詞では単数と複数の両方の場合がある。また、アイスランド語やリトアニア語などのように20以降では1の位を数の目安とするため、21、31などの場合は意味に関わらず名詞は単数形で用いる言語も存在する（アイスランド語：1/21 maður（1人/21人の男）、2/22 menn（2人/22人の男）など）。
単数形と複数形で意味が異なることもある。英語のmannerは「方法」という意味だが、「マナー」の意味では複数形が使われる。フランス語のciseauは「のみ」を意味するが、複数のciseauxは「はさみ」である。
ひとつの単数形に複数の複数形が対応することがある。英語brotherに対するbrothers（兄弟たち）とbrethren（同業者仲間）など。

## 品詞による相違
名詞では、その語が指示する対象の数量的な相違を表している。例えば、英語で cat と言えば一匹の猫、cats と言えば何匹もの猫を指している。
代名詞にも数の区別があり、日本語のように名詞の数を明示しない言語でも代名詞の数は区別するものが多い。ただし西欧語では二人称複数を二人称単数の敬称として用いる場合があり、特に現代英語ではこのために二人称代名詞が you のみで、数の明示的区別は完全になくなっている。
一人称代名詞の複数形は、相手を含めない用法（除外形）もあるが、相手（本来なら二人称）を含めて第三者（三人称）と対立させる用法（包括形）もあり、この二つを区別する言語も多い。
動詞や形容詞などでは、その主語や被修飾語などの名詞等が指す対象の数量的な相違を表す（「一致」という）。例えば、ラテン語で、amat は「彼/彼女は愛する」（主語は一人）であるが、amant は「彼ら/彼女らは愛する」（主語は二人以上）である。
数えられる複数の対象からなる集団を表す名詞を集合名詞といい、名詞と動詞等の数が形式上一致しない場合がある。例えば英語の family などは、人でなく集団自体を指す場合には単数（複数の集団を指す場合は複数形になる）、集団の構成員全体を指す場合には単数形のままで複数として扱われる。
多くの言語では、名詞の単数形が無標、複数形が有標（例えば英語の複数語尾-s）というパターンが一般的であるが、集合名詞に当たる名詞で逆に単数形が有標となる言語もある。
このほか、一部の言語では動詞により表される動作・現象が単独（単発）か複数（反復）かによる区別（相）がある。

## 日本語の数
日本語では名詞について複数を表す「たち」「ら」「ども」といった接尾辞がある。ただし、英語と異なり、「猫たち」といってもそれは猫だけが何匹もいるとは限らず、猫を含めて犬や鼠、鳥…といった動物が総合的に複数いることを表すこともある。そのため「山田君たち」という表現が成立し、それは何人もの山田君がいるのではなく、山田君を代表とするグループで複数の人間がいることを示している。つまりこれら接尾辞は、文法上の数を表現するものではない。しかも、一般には無生物には用いられない（ただし例外的に古い言い回しでは「ことども」などと言う）。
そのほか、「人々」「山々」「国々」など名詞を反復する言い方（畳語）がある。これは特定の名詞にしか用いられず、「*机々」などとは普通言わない（インドネシア語にも同じ用法があるが、かなり一般の名詞に適用される）。
このように日本語には、文法上の数は存在しない。ただし、代名詞に関しては単数と複数の区別がある。（例：「わたし」、「ぼく」は単数の場合に用いられ、「わたしたち」、「ぼくら」は複数の場合に用いられる。）